# Tour de la Nouvelle-France
Die Tour de la Nouvelle-France war ein kanadischer Wettbewerb im Straßenradsport, der als Etappenrennen veranstaltet wurde. Es fand in der kanadischen Provinz Quebec statt.

## Geschichte
1967 wurde das Rennen als Wettbewerb für Amateure begründet und fand im Rahmen der Weltausstellung 1967 statt. Start und Ziel war das Gelände der Ausstellung. Initiator war die Quebec Cycling Union. Die Amateurrennen fanden über zwei Wochen statt. Am Start waren Fahrer aus Nordamerika. 
Von 1971 bis 1972 war das Rennen für Berufsfahrer offen. Die Rundfahrt der Profis hatte 6 Etappen.

## Palmarès
- 1963  Cees Van Espen
- 1967  Yves Landry
- 1968  Sigi Koch
- 1969  Vincenzo Meco
- 1970 nicht ausgetragen
- 1971  Guido Reybrouck
- 1972  Guido Reybrouck